# ライヴ・アット・グリークシアター1979
『ライヴ・アット・グリークシアター1979』 (LIVE AT GREAK THEATER 1979)は、イエロー・マジック・オーケストラ (YMO) のライブアルバム。

## 解説
- 1979年8月4日、ロサンゼルスのグリーク・シアター（英語版）で行われた演奏を収録。
- 『パブリック・プレッシャー』でおなじみの司会者のMCで始まる。最初はスタジオバージョンを忠実に再現するような演奏を展開しているが、徐々にアドリブが入る。
- チューブス（英語版）の公演のオープニングアクトであったが、3日間の最終日であるこの日は、前座にもかかわらずアンコールを受けた。

## 収録曲
1. BEHIND THE MASK
2. LA FEMME CHINOISE
3. COSMIC SURFIN'
4. RYDEEN
5. DAY TRIPPER
6. 1000 KNIVES
7. TONG POO